# 醜聞真相
《醜聞真相》（英語：Anatomy of a Scandal）是一部由Netflix發行的詩選劇情迷你影集，改編自作家莎拉·范恩的同名小說，並由大衛·E·凱利和梅麗莎·詹姆斯·吉布森開發。該影集共六集，2022年4月15日上線。

## 概要
該影集將揭露各種英國精英階層之間的醜聞。

## 演員名單

### 主要角色
- 席安娜·米勒 飾演 Sophie Whitehouse
- 蜜雪兒·道克利 飾演 Kate Woodcroft 律師
- 魯伯特·佛列德 飾演 James Whitehouse
- 娜歐蜜·史考特 飾演 Olivia Lytton
- Josette Simon 飾演 Angela Regan 律師

### 常設角色
- Ben Radcliffe 飾演年輕時期的 James Whitehouse

## 製作
Netflix已於2020年五月訂閱由大衛·E·凱利和梅麗莎·詹姆斯·吉布森改編莎拉·范恩的同名小說影集，S·J·克拉克森會導演第一季全部集數。同年九月，席安娜·米勒、蜜雪兒·道克利、魯伯特·佛列德選入演員陣容。 十二月時，娜歐蜜·史考特加入演員行列。2021年1月，Ben Radcliffe獲得常設演員一角。
2020年10月份，開始在謝伯頓片廠進行拍攝。
 2021年2月，於牛津進行製作。

## 外部連結
- 在Netflix上觀看《醜聞真相》
- 互联网电影数据库（IMDb）上《醜聞真相》的资料（英文）